# 澤佳一郎
澤 佳一郎（さわ けいいちろう、1979年 - ）は、日本の映像作家。映画美学校ドキュメンタリー科修了。「reclusive factory」代表。

## 来歴
映画美学校ドキュメンタリー科では諏訪敦彦、筒井武文に師事し、修了制作『そこにあるもの』を完成させる。翌年の「映画美学校セレクション」に選出される。
初のフィクション作品『モラトリアム』を2014年から制作開始し、2016年に発表。2018年夏に劇場公開に至る。
ドキュメンタリー作品ではテルミン奏者の竹内正実を追った『ニ・ムリョート』を制作。竹内が脳出血から復活し、コンサートをするまでを描いた。

## フィルモグラフィー

### ドキュメンタリー
- 『そこにあるもの』（2010年、2019年劇場公開）-　監督・撮影・編集（映画美学校セレクション）
- 『ニ・ムリョート』（2018年） - 監督・撮影・編集

### フィクション
- 『モラトリアム』（2016年、2019年劇場公開） - 監督・脚本・撮影・編集
- 『その夜を越えて』（2016年） - 監督・原案・撮影・編集（第一回妙善寺映画祭 最優秀作品賞・横濱インディペンデント・フィルム・フェスティバル2017 短編部門最優秀賞）
- 『アリスの住人』（2021年） - 原案・監督・脚本・編集

### ミュージック・ビデオ
- 『blind bird』（2016年） - 監督・原案・撮影・編集

## 受賞歴
『その夜を越えて』
- 第一回妙善寺映画祭 最優秀作品賞[2]
- 横濱インディペンデント・フィルム・フェスティバル2017 短編部門最優秀賞[3]

『アリスの住人』
・第95回キネマ旬報ベスト・ テン選出
　（作品賞、新人女優賞、助演女優賞）
・Asian Movie Pulse 2021年日本映画ベスト20選出
・SKIPシティ国際Ｄシネマ映画祭2021　国内長編部門入選
・日本芸術センター 第13回 映像グランプリ入選
・第23回ハンブルグ日本映画祭選出
・第7回池袋みらい国際映画祭 招待作品